# Onitis virens
Onitis virens es una especie de escarabajo del género Onitis, familia Scarabaeidae. Fue descrita científicamente por Lansberge en 1875.
Nativa de la región paleártica. Habita en China, Pakistán, India, Birmania, Vietnam, Laos y Tailandia.